# Liste der olympischen Medaillengewinner aus der Westindischen Föderation
Die Westindische Föderation nahm ein einziges Mal an Olympischen Spielen teil (Rom 1960).

## Medaillenbilanz
Vier Sportler gewannen zwei olympische Medaillen (2 × Bronze; eine davon gewannen vier Sportler gemeinsam in der 4 × 400-m-Staffel; die zweite wurde durch einen Sportler in einem anderen Wettbewerb gewonnen):

## Medaillengewinner
| Name             | Sportart       | Jahr / Disziplin                    | Gold | Silber | Bronze | Gesamt |
| ---------------- | -------------- | ----------------------------------- | ---- | ------ | ------ | ------ |
| Keith Gardner    | Leichtathletik | Rom 1960: 4 × 400-m-Staffel, Männer | 0    | 0      | 1      | 1      |
| George Kerr      | Leichtathletik | Rom 1960: 4 × 400-m-Staffel, Männer | 0    | 0      | 1      | 2      |
| George Kerr      | Leichtathletik | Rom 1960: 800 m, Männer             | 0    | 0      | 1      | 2      |
| Malcolm Spence   | Leichtathletik | Rom 1960: 4 × 400-m-Staffel, Männer | 0    | 0      | 1      | 1      |
| James Wedderburn | Leichtathletik | Rom 1960: 4 × 400-m-Staffel, Männer | 0    | 0      | 1      | 1      |